# بوستان گیاهشناسی دالاس

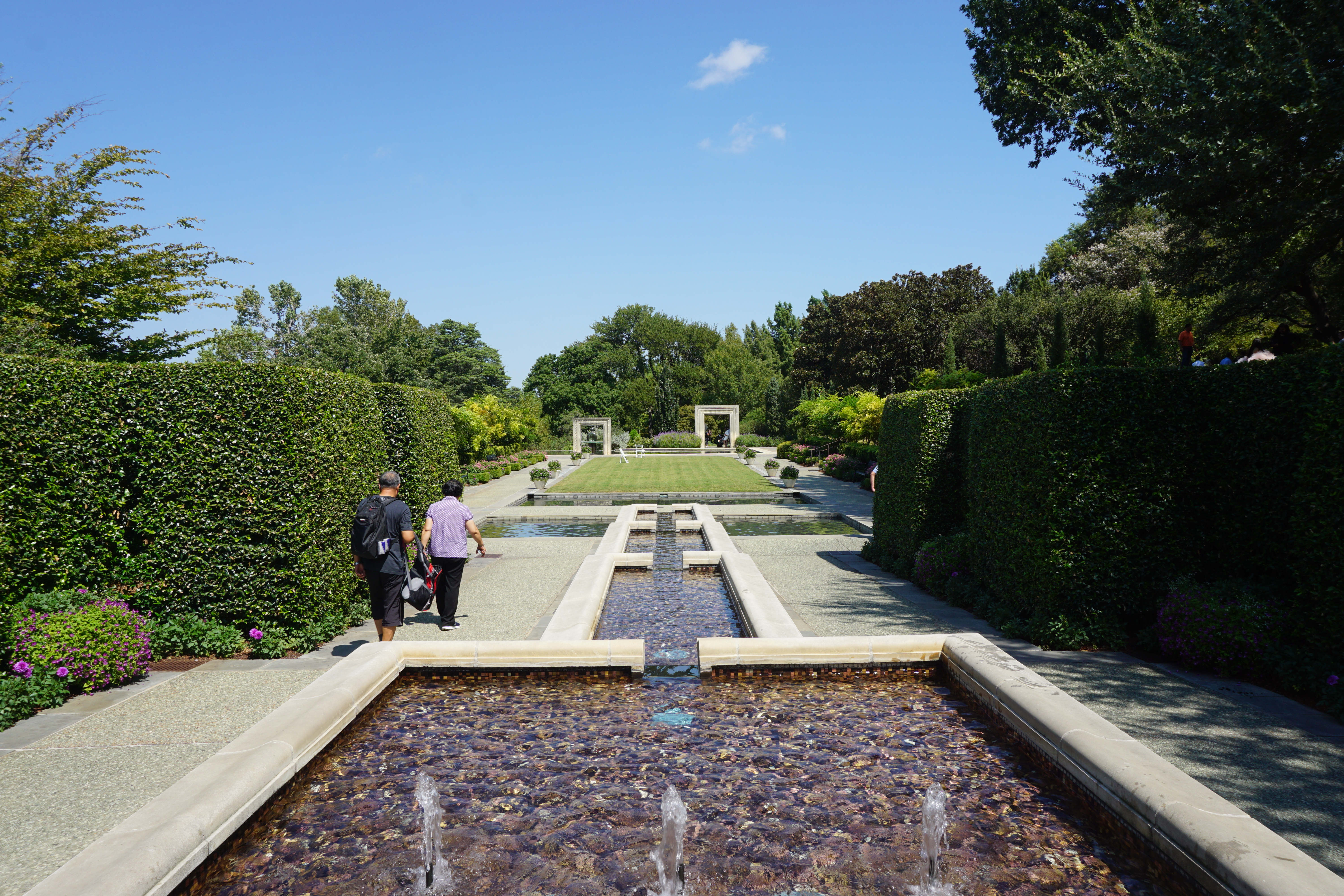

بوستان گیاهشناسی دالاس (به انگلیسی: Dallas Arboretum and Botanical Garden) نام یک باغ و بوستان عمومی گیاهشناسی در شهر دالاس در تگزاس است.
این باغ گیاهشناسی در سال ۱۹۳۸ بنا گردید و ۲۷ هکتار وسعت دارد.

## نگارخانه

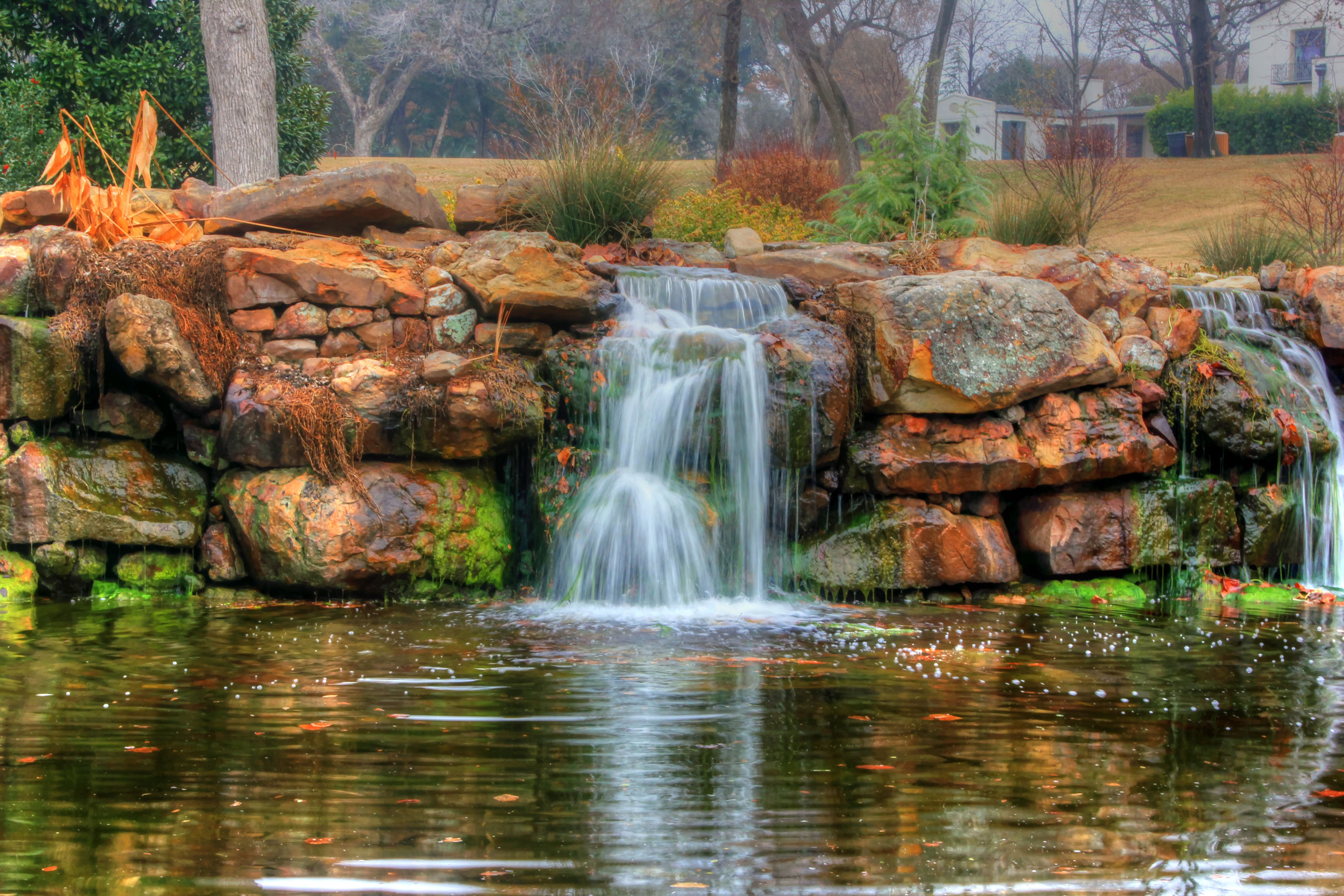
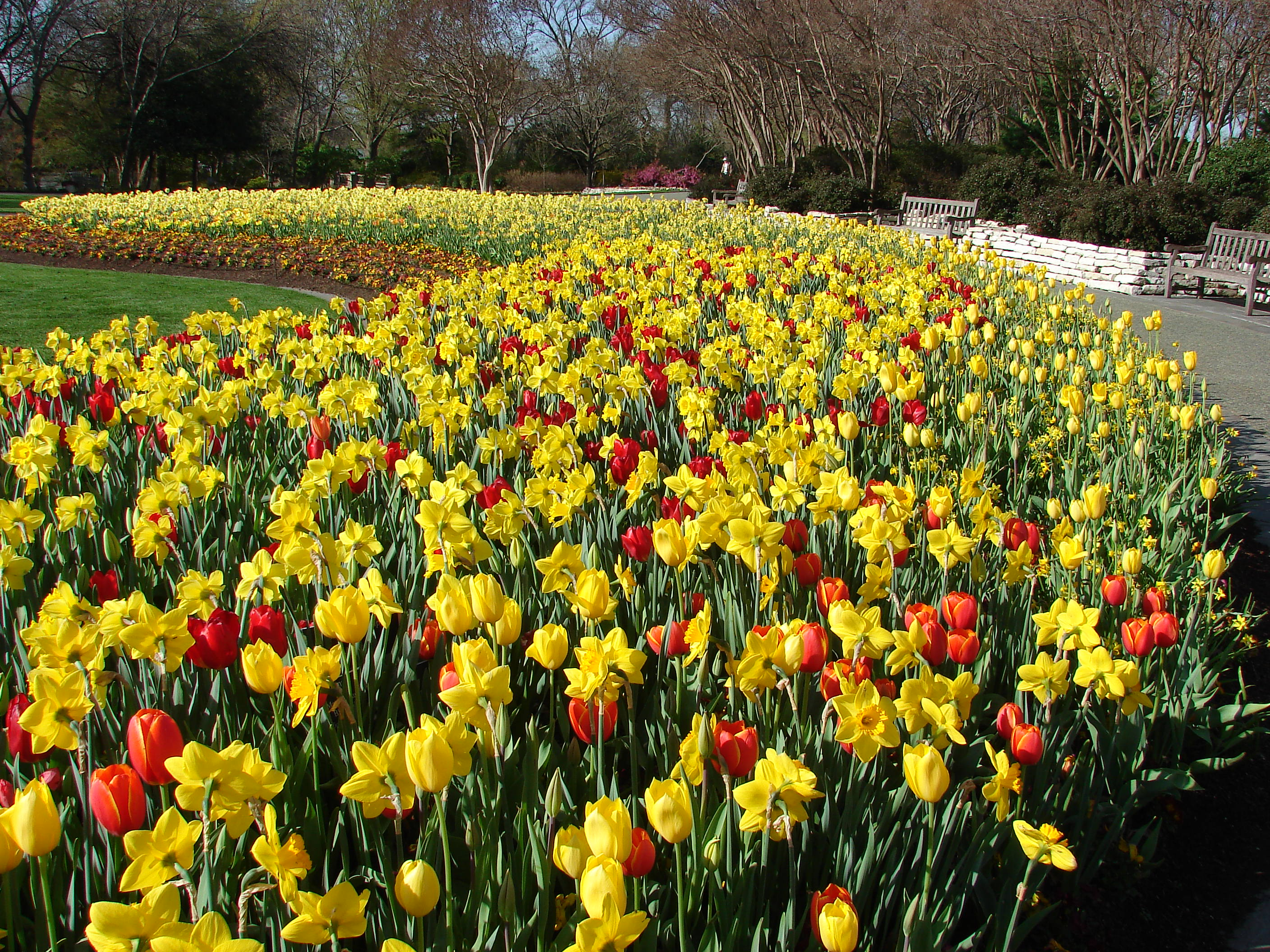
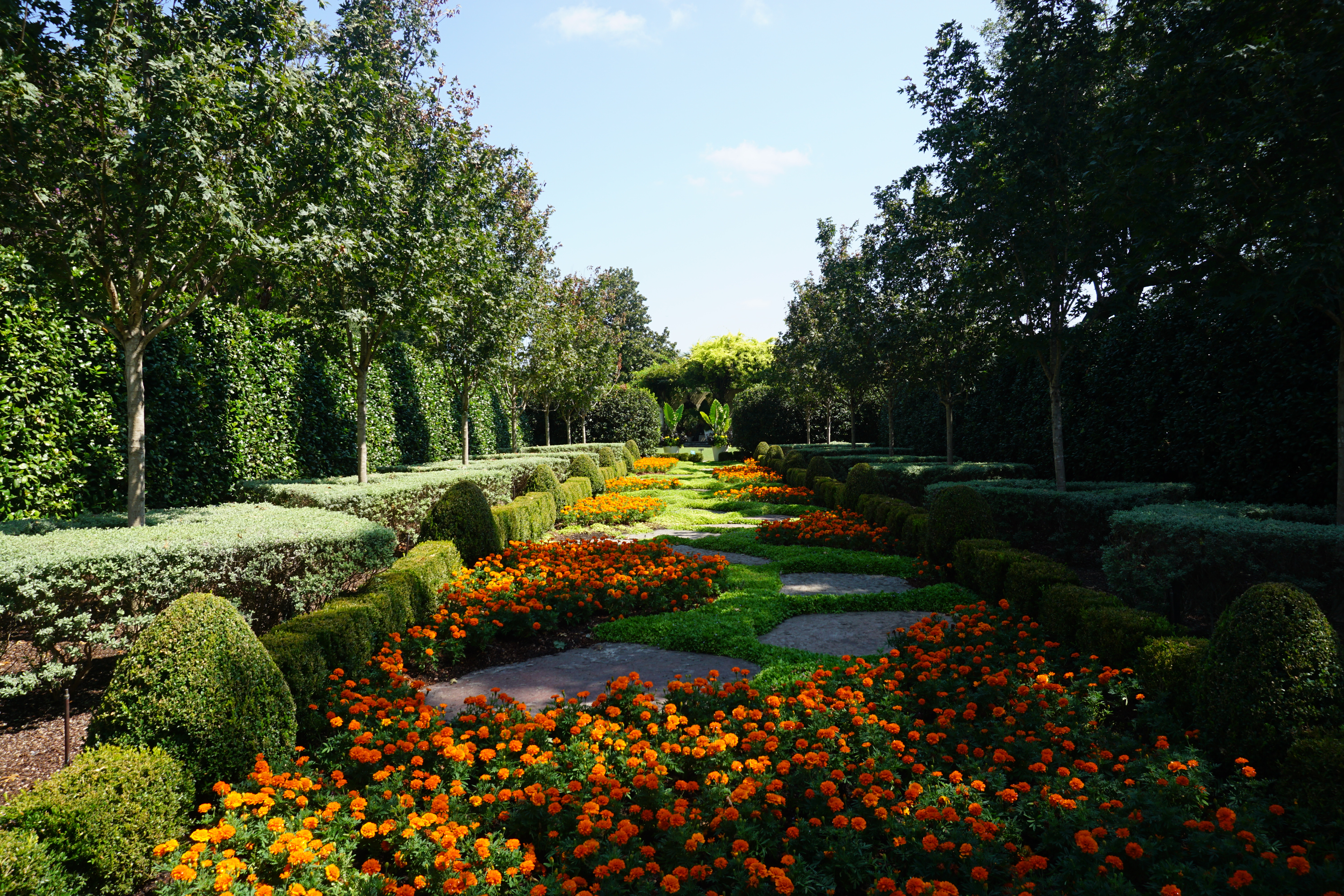
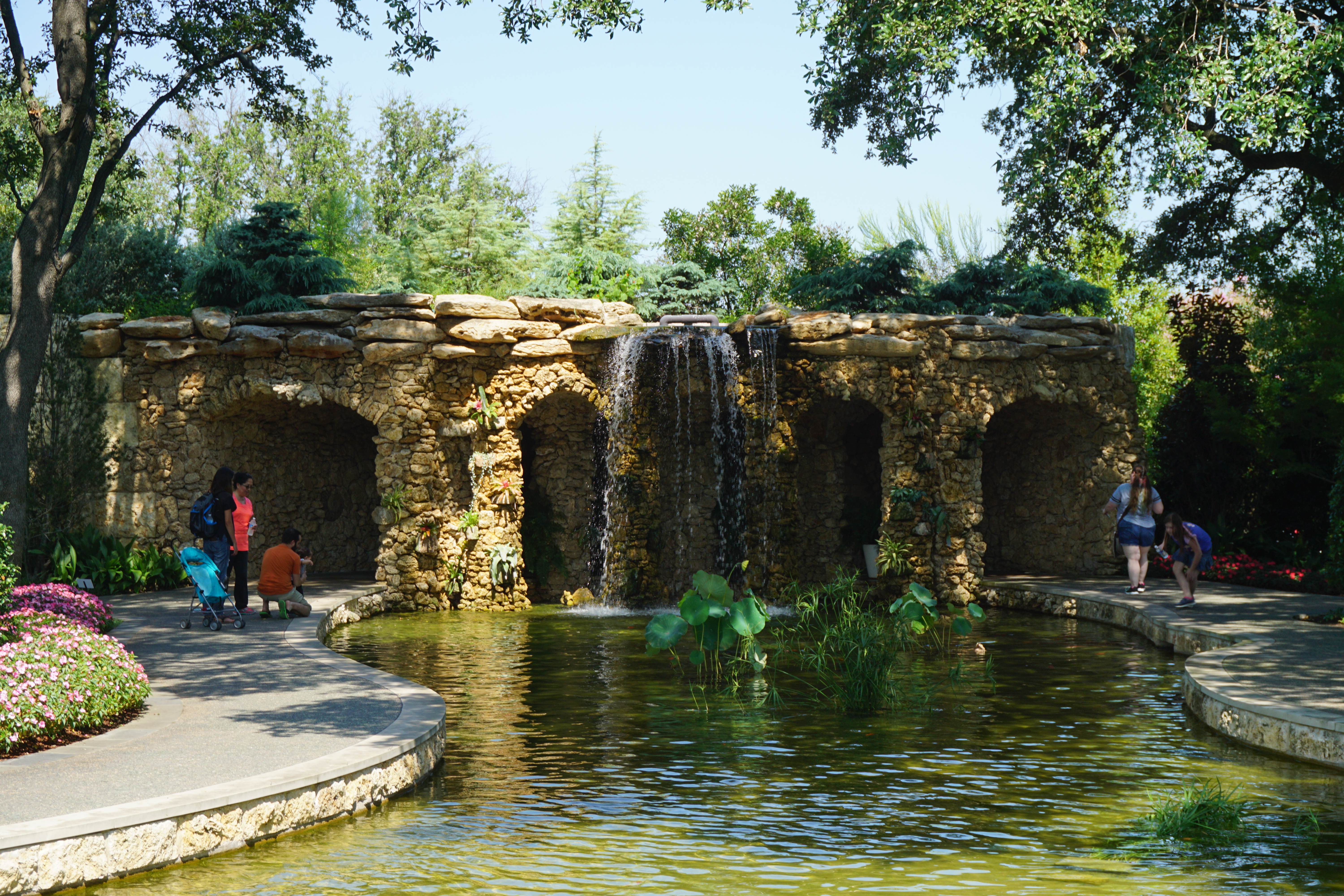
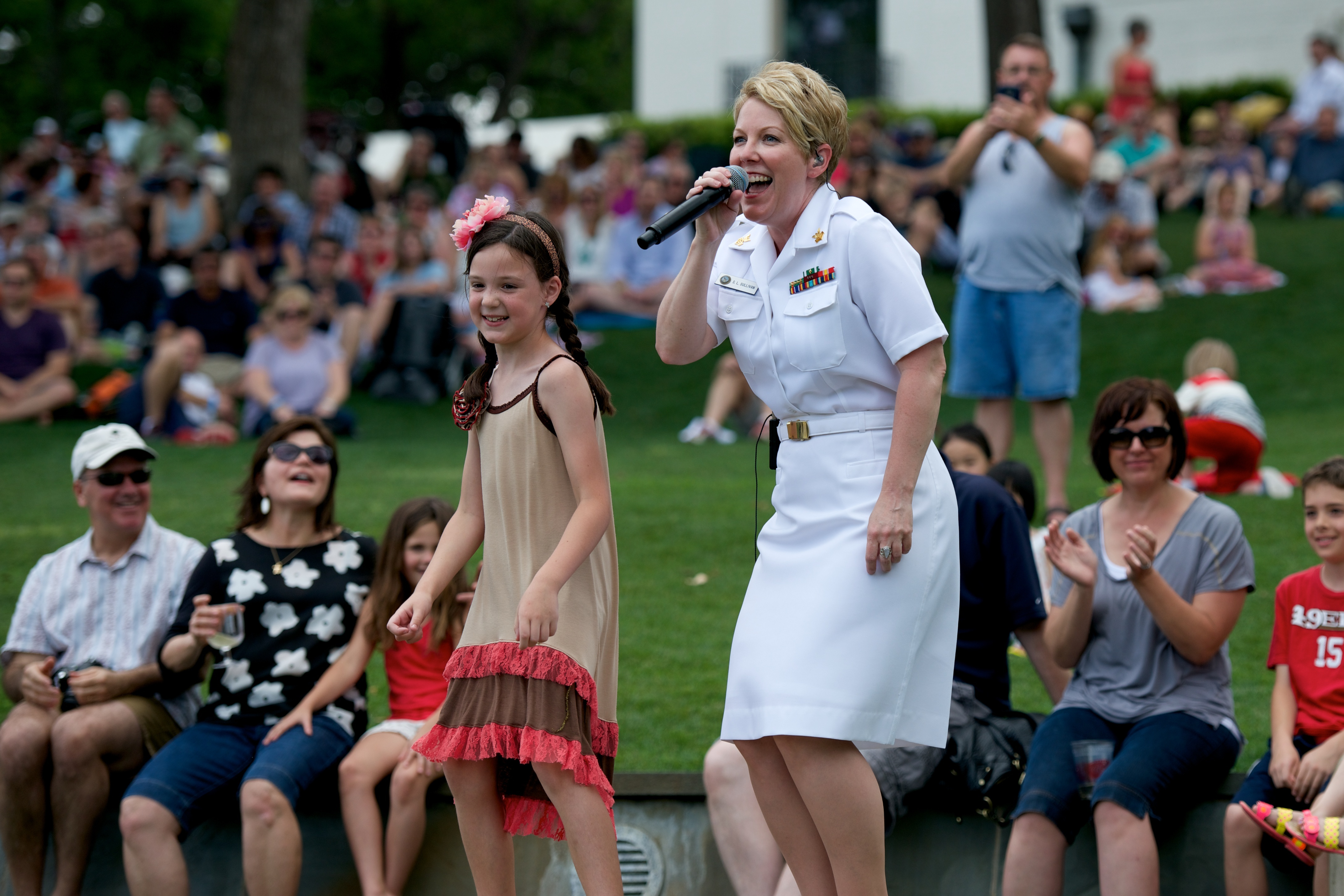
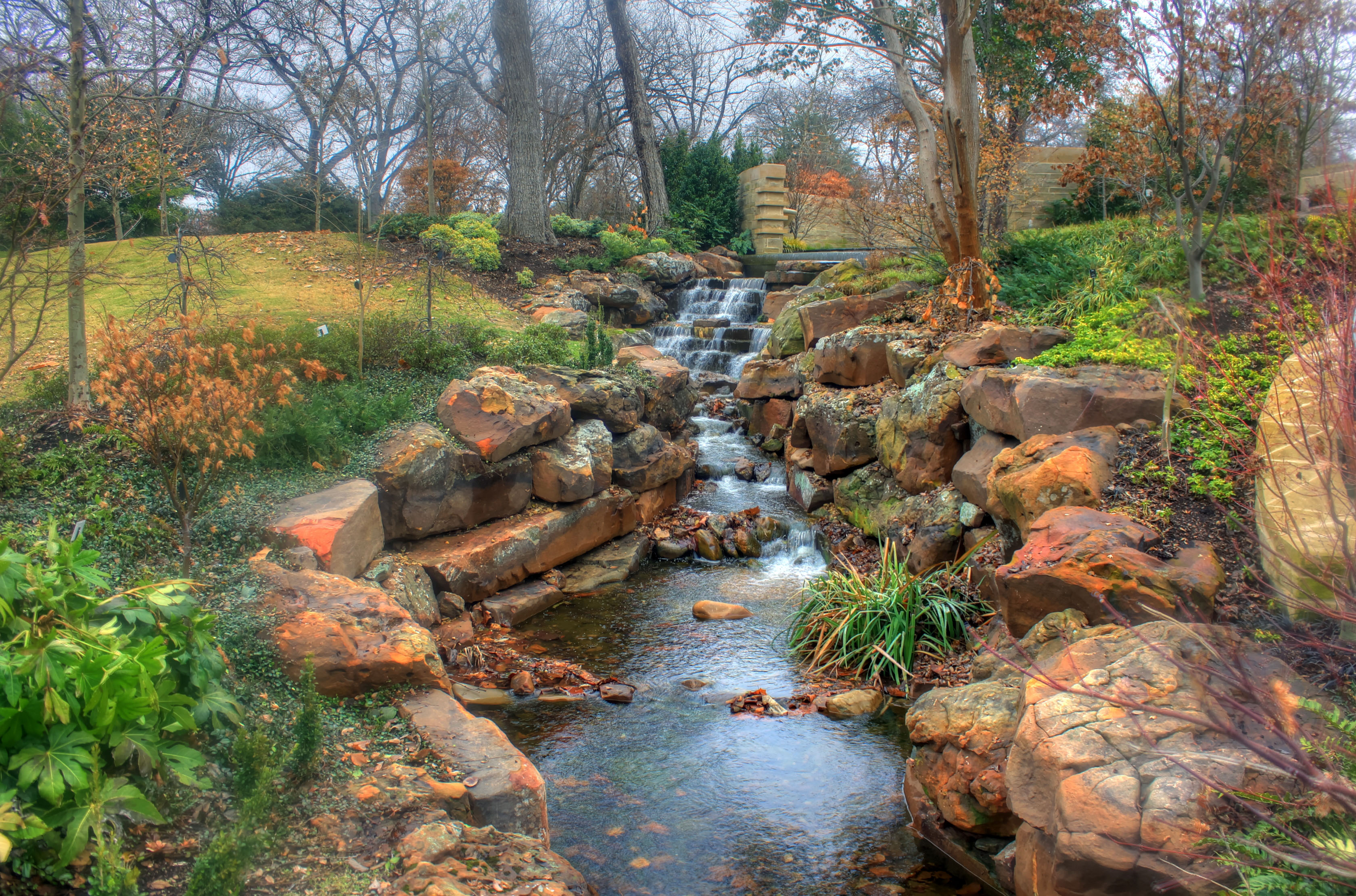

## جستارهای مربوطه
- باسیلیکای عبادتگاه ملی گل کوچک